# بولشوی ککوکنایسکی
بولشوی ککوکنایسکی (انگلیسی: Bolshoy Kekuknaysky) یک کوه آتشفشانی در شبه‌جزیره کامچاتکای کشور روسیه است.